# Colusa
Colusa is een plaats in Colusa County in Californië in de VS.

## Geografie
Colusa bevindt zich op 39°12′34″Noord, 122°0′38″West. De totale oppervlakte bedraagt 4,3 km² (1,7 mijl²) wat allemaal land is.

## Demografie
Volgens de census van 2000 bedroeg de bevolkingsdichtheid 1248,9/km² (3244,0/mijl²) en bedroeg het totale bevolkingsaantal 5402 dat bestond uit:
- 68,66% blanken
- 0,30% zwarten of Afrikaanse Amerikanen
- 1,76% inheemse Amerikanen
- 1,46% Aziaten
- 0,78% mensen afkomstig van eilanden in de Grote Oceaan
- 23,29% andere
- 3,76% twee of meer rassen
- 41,71% Spaans of Latino

Er waren 1897 gezinnen en 1365 families in Colusa. De gemiddelde gezinsgrootte bedroeg 2,81.

## Plaatsen in de nabije omgeving
De onderstaande figuur toont nabijgelegen plaatsen in een straal van 32 km rond Colusa.